# Йохана Магдалена фон Саксония-Вайсенфелс
Йохана Магдалена фон Саксония-Вайсенфелс (на немски: Johanna Magdalena von Sachsen-Weissenfels; * 17 март 1708 във Вайсенфелс; † 25 януари 1760 в Лайпциг) от рода на Албертинските Ветини е принцеса от Саксония-Вайсенфелс и чрез женитба херцогиня на Курландия и Семигалия (1730 – 1737) в днешна Латвия.
Тя е дъщеря, единственото дете, на херцог Йохан Георг фон Саксония-Вайсенфелс (1677 – 1712) и съпругата му принцеса Фридерика Елизебет фон Саксония-Айзенах (1669 – 1730), дъщеря на херцог Йохан Георг I фон Саксония-Айзенах и съпругата му Йоханета фон Сайн-Витгенщайн.
Йохана Магдалена се омъжва през 1730 г. в Данциг за херцог Фердинанд Кетлер (1655 – 1737). Бракът е бездетен.
Тя умира на 25 януари 1760 г. в Лайпциг на 51 години.